# Біла королева (телесеріал)
«Біла королева» (англ. The White Queen) — британський історичний серіал виробництва BBC, що оповідає про події війни Червоної та Білої троянди.

## Сюжет
Серіал являє собою адаптацію трьох романів Філіппи Ґреґорі: «Біла королева», «Червона королева» і «Донька творця королів». Дія серіалу починається в 1464 році, коли Війна Червоної та Білої троянди триває вже дев'ятий рік. Доми Йорків і Ланкастерів — дві частини однієї королівської сім'ї — ведуть жорстоку війну за право сісти на трон. У центрі сюжету історії трьох жінок, які, хоч і не ведуть війни на полі бою, не менш винахідливі у способах досягнення своїх цілей. Чоловіки ведуть війну за корону, жінки маніпулюють чоловіками, щоб прийти до влади. Єлизавета Вудвіл, втративши на війні чоловіка — прихильника Ланкастерів, використовує свою красу і молодість, щоб закохати в себе нового короля Едуарда Йоркського і, ставши королевою, захистити своїх дітей. Маргарет Бофорт, також вдова Ланкастера, настільки ненавидить Йорків, що готова плести інтриги й жорстоко йти по головах, щоб посадити на трон свого сина. Анна Невілл, молодша дочка «Створювача королів», волею випадку опинившись між двома родами, знаходить своє щастя і владу королеви за допомогою Річарда Глостера, але вона знає, що її життя побудована на крові й обмані.

## Акторський склад

### Йорки
- Макс Айронс — король Англії Едуард IV
- Ребекка Фергюсон — Єлизавета Вудвіл, «Біла королева», дружина Едуарда IV
- Джеймс Фрейн — Річард Невілл, 16-й граф Ворік, «Царетворець», правнук Джона Гентського, 1-го герцога Ланкастера
- Керолайн Гудолл — Сесілія Невілл, герцогиня Йоркська, внучка Джона Гентського, 1-го герцога Ланкастера, мати Едуарда IV, Джорджа Кларенса і Річарда III
- Девід Оукс — Джордж, герцог Кларенс, брат Едуарда IV
- Анейрін Барнард — Річард, герцог Глостер, пізніше король Річард III, брат Едуарда IV
- Джанет Мактір — Жакетта Люксембурзька, мати Єлизавети Вудвілл
- Фей Марсей — Анна Невілл, дочка «Створювача королів», дружина Річарда III
- Елеонор Томлінсон — Ізабелла Невілл, герцогиня Кларенс, дружина Джорджа, герцога Кларенса, старша сестра Анни Невілл
- Джульєт Обрі — Анна Бошан, графиня Ворік, дружина «Створювача королів»; правнучка Едмунда Ленглі, 1-го герцога Йоркського
- Сонн Ешбурн Серкіс — Едуард, принц Уельський, пізніше король Едуард V, старший син Едуарда IV і Єлизавети Вудвілл; один з принців в Тауері
- Фрея Мейвор — принцеса Елізабет, старша донька Едуарда IV і Єлизавети Вудвілл

### Ланкастери
- Аманда Хейл — Маргарет Бофорт, «Червона королева», мати Генріха Тюдора, праправнучка Джона Гонта, 1-го герцога Ланкастера
- Верле Батенс — Маргарита Анжуйська, дружина Генріха VI
- Джої Беті — Едуард Вестмінстерський, син Генріха VI і Маргарити Анжуйської, перший чоловік Анни Невілл
- Майкл Маркус — Генріх Тюдор, син і спадкоємець Маргарет Бофорт від першого шлюбу з Едмундом Тюдором, 1-м графом Річмондом
- Том Маккей — Джаспер Тюдор, дівер Маргарет Бофорт

### Інші
- Френсіс Томелті — леді Маргарет Бошан, мати Маргарет Бофорт
- Майкл Малуні — сер Генрі Стаффорд, другий чоловік Маргарет Бофорт
- Бен Лемб — Ентоні Вудвілл, 2-й граф Ріверс, брат Єлизавети Вудвіл
- Г'ю Мітчелл — Річард Уеллс, зведений брат Маргарет Бофорт
- Руперт Янг — Вільям Герберт, 1-й граф Пембрук
- Роберт П'ю — Річард Вудвілл, 1-й граф Ріверс, батько Єлизавети Вудвілл
- Руперт Ґрейвз — лорд Томас Стенлі, третій чоловік Маргарет Бофорт
- Ендрю Гауер — лорд Стрендж, син лорда Стенлі
- Шон Дулі — сер Роберт Брекенбері, соратник Річарда III
- Артур Дервіл — Генрі Стаффорд, 2-й герцог Бекингем
- Емілі Беррінгтон — Джейн Шор, фаворитка Едуарда IV

## Місця зйомок
Основна частина зйомок проходила в Бельгії, в Брюгге, Генті і їх околицях. Готичний зал міської ратуші Брюгге став місцем зйомок Вестмінстерського палацу. Церква Богоматері замінила собою Дзвіницю Святого Стефана, зал засідань Палати громад. На історичній вулиці Святого духа знімалися сцени на вулицях середньовічного Лондона. Тауер знімали в Базиліці Святої Крові.
В Генті зйомки проходили в замку Гравестін, в абатстві Святого Петра, в абатстві Святого Бавона, в замку Герерда Диявола, у торгових рядах, в Соборі Святого Бавона. Крім цього натурними майданчиками послужили міста Рембеке і Дамм — всього 23 майданчики для перших трьох епізодів. Інші інтер'єри й майданчики були споруджені недалеко від заводу Philips.

## Критика
У Великій Британії серіал отримав змішані відгуки.
Сем Волластон з The Guardian похвалив опрацювання героїв серіалу. Він також високо оцінив романтичні елементи шоу.
Джерард О'Донован з The Daily Telegraph похвалив роботу акторів і захопливу драму.
Том Саткліфф з The Independent назвав шоу «менш правдоподібним, ніж „Гра престолів“, але прийшов до висновку, що „це шоу надасть справжнє задоволення багатьом“.
Джоан Остроу з The Denver Post назвала серіал „сексуальним, надихаючим і жорстоким“.
Лінда Штазі з New York Post погодилася, що шоу стало хітом, заявивши, що „Біла Королева“ є королівським переможцем».
Серіал був тричі номінований на 71-й премії «Золотий глобус».